# Dativsjuka
Dativsjuka (is. þágufallssýki eller þágufallshneigð) är på isländska en språklig tendens att sätta ord i kasuset dativ med ord som traditionellt kräver ett annat kasus.

## Grammatik
Huvudartikel: Isländsk grammatik
På isländska finns det många verb där subjektet inte befinner sig i nominativ, det vill säga grundformen. Om man således vill säga ”Jag gillar”, ska subjektet ”jag” inte stå i nominativ, utan i dativ och predikatet ska stå i tredje person singular.
mér líkar ("jag gillar")
honum finnst ("han tycker")
þeim tekst ("de lyckas", "de klarar av").
Det finns även en hel del verb där subjektet står i ackusativ.
mig langar ("jag längtar")
hana grunar ("hon misstänker")
þig vantar ("du behöver").
Vid ett mycket litet antal verb står subjektet i genitiv.
hans er getið ("han nämns").

## Dativsjuka
Vid dativsjuka sätter man verb som vanligtvis inte tar ett annat kasus än nominativ i dativ.
mér hlakkar[sic] ("jag ser fram emot"), när det egentligen heter "ég hlakka".
þér vantar[sic] ("du behöver"), när det egentligen heter "þig vantar".

## Utbredning
På Island lider 90% av alla elvaåringar av dativsjuka enligt en undersökning som genomfördes 2001 på 900 elvaåringar.  Det är en ökning jämfört med de senaste två årtiondena. Undersökningen visar också att det inte är lika vanligt i Höfuðborgarsvæðið som på andra platser i landet. Det var också i Austfirðir i öst. I undersökningen använde bara 14,9% av barnen nominativ och sade ég hlakka, 41,4% använde ackusativ och sade mig hlakkar och 43,2% av barnen använde dativ och sade mér hlakkar. Vid de verb som kräver ett subjekt i ackusativ används dativ i 13% av fallen enligt en avhandling av Finnur Friðriksson, doktor i lingvistik vid Háskólinn á Akureyri..